# Leofara
Leofara è una frazione del Comune di Valle Castellana, in Provincia di Teramo in Abruzzo. È situata a 1.100 metri sul livello del mare.

## Storia
Leofara si trova sul percorso di un'antichissima strada romana che, da Roma, immetteva dalla Sabina nel Piceno: questa strada sarebbe stata anche utilizzata da Annibale durante le guerre puniche.

Il toponimo suggerisce una origine longobarda per il suffisso fara che corrisponde al termine gens ovvero stirpe.

Suggestiva l'ipotesi che la componente leo del nome possa richiamare l'immagine del leone. 
La presenza longobarda è del resto testimoniata dal vicino insediamento fortificato, e relativa necropoli, di Castel Trosino.

Influsso dei longobardi è testimoniato anche dalla presenza dei tipici balconi di legno (gafio).

## Caratteristiche
La località è situata nello splendido contesto paesaggistico e ambientale del Parco Nazionale del Gran Sasso e Monti della Laga.
Ogni anno, nell'ultima settimana di ottobre, vi si svolge una suggestiva Fiera della Castagna: nei boschi circostanti, infatti, è particolarmente presente il castagno che produce pregiati marroni.

## Come arrivarci
Per raggiungere questa località, i percorsi preferibili sono:
- se si proviene dalla Autostrada A14 (Bologna-Taranto): uscita Val Vibrata, seguire indicazioni per Campli/Campovalano/Macchia Da Sole/Leofara.
- se si proviene da Roma: Autostrada A24 fino a Teramo, poi SS 81 per Ascoli Piceno e, nei pressi di Campovalano, svolta a sinistra per Macchia da Sole/Leofara.

## Dintorni
Nei dintorni di Leofara, oltre ai boschi di castagno, vi sono alcuni paesi abbandonati raggiungibili a piedi: Laturo, Settecerri (ristrutturato in parte ma non abitato d'inverno), Valle Pezzata (che è in attesa di essere ristrutturato). Vi sono poi i borghi di Vallenquina, Macchia da Sole e Macchia da Borea raggiungibili in automobile. Nei pressi di Macchia da Sole vi è il Castel Manfrino, resti della rocca di re Manfredi.